# Netzarim-corridor

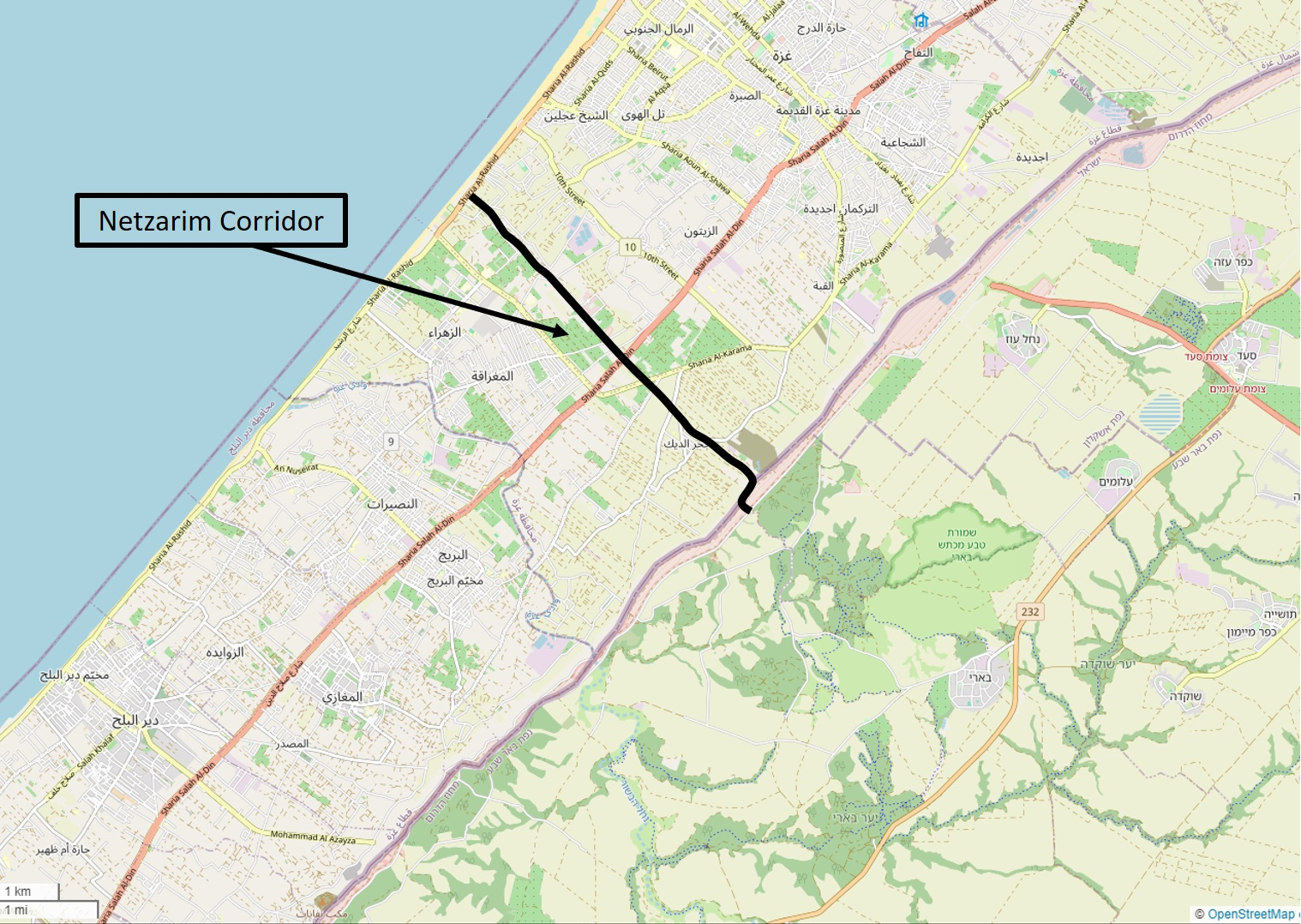
Schematische ligging van de Netzarim-corridor, van de Israëlische Gazastrookbarrière tot aan de Middellandse Zee.

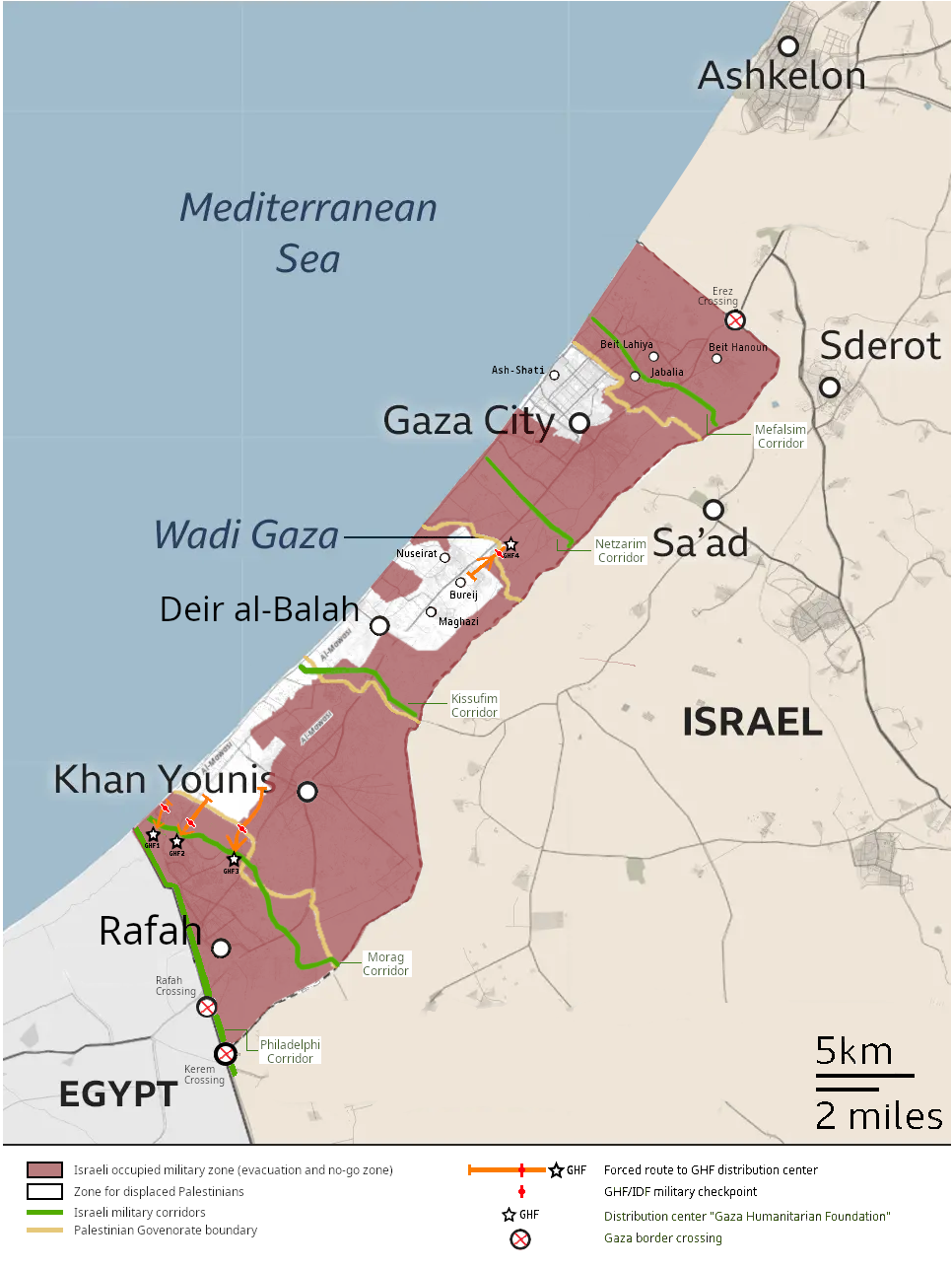
Hier in groen alle militaire corridors in juni 2025.

De Netzarim-corridor is de door Israël gegeven naam voor een bezettingszone die het Israëlisch leger in 2024 heeft ingesteld in de Gazastrook tijdens de Oorlog Hamas-Israël. De corridor splitst de strook in een noordelijke zone en een zuidelijke zone. De corridor geeft het Israëlische leger de mogelijkheid om invallen uit te voeren in het noorden en midden van de Gazastrook.
Volgens het Institute for the Study of War heeft Israël in juli 2024 de breedte van de corridor vergroot van 2 km naar 4 km. De corridor is genoemd naar de plaats van de voormalige Israëlische nederzetting die erin lag.